# 59. pr. Kr.
◄ | 2. stoljeće pr. Kr. | 1. stoljeće pr. Kr. | 1. stoljeće | ►
◄ | 80-ih pr. Kr. | 70-ih pr. Kr. | 60-ih pr. Kr. | 50-ih pr. Kr. | 40-ih pr. Kr. | 30-ih pr. Kr. | 20-ih pr. Kr. | ►
◄◄ | ◄ | 62. pr. Kr. | 61. pr. Kr. | 60. pr. Kr. | 59 pr. Kr. | 58. pr. Kr. | 57. pr. Kr. | 56. pr. Kr. | ► | ►►
Astronomija

## Događaji
- Zakonom Vatinijevim Ilirik je postao rimska provincija

## Rođenja
- Tit Livije, rimski povjesničar čije je djelo Povijest Rima glavni izvor za proučavanje najstarije rimske povijesti